# Joke's on You
Joke's On You è un singolo della cantante statunitense Charlotte Lawrence, pubblicato il 17 gennaio 2020 come secondo estratto dalla colonna sonora del film Birds of Prey e la fantasmagorica rinascita di Harley Quinn.